# Strzyżewice (województwo wielkopolskie)
Strzyżewice (pol. hist. Strzeżewice) – wieś w Polsce położona w województwie wielkopolskim, w powiecie leszczyńskim, w gminie Święciechowa.

## Historia
Na terenie dzisiejszej miejscowości istniał gród wczesnośredniowieczny powstały przypuszczalnie w końcu X-XI w., być może zasiedlony do 1 poł. XIII wieku. Gród miał  niewielką średnicę ok. 40–50 m i nieobronne podgrodzie.
Wieś pierwotnie związana była z Wielkopolską. Ma metrykę średniowieczną i istnieje co najmniej od XIII wieku. Po raz pierwszy wymieniana w dokumencie zapisanym po łacinie z końca 1294 jako Strezevic, 1424 Strzezewicze, 1425 Strzesewicze, 1429 Strzeszeuicz, 1448 Sthezeszicze, 1505 Sztrzezhevycze, Sthezewicze, 1515 Sthezewycze, 1520 Strzezovicze, Strzezouicze, 1521 Sthrzeschewycze, 1527 Strzeszeuicze, 1531 Sthrzezevycze, 1535 Strzeszewycze.
Miejscowość odnotowana została pod datą 1294 w późniejszym falsyfikacie pochodzącym z około 1300 roku mówiącym o tym, że książę wielkopolski Przemysł II zatwierdził prawa i dobra opactwa benedyktynów w Lubiniu, w tym m.in. posiadanie miasta Święciechowa wraz z cłem. Według dokumentu w przypadku kiedy drogi oraz ruch kupców przesunął się w inne miejsce, do Krzycka lub do Strzyżewic, mnisi będą mogli tam również pobierać cło. Dokument znajduje się w Kodeksie dyplomatycznym Wielkopolski.
Wieś była prywatną własnością szlachecką należącą do lokalnych rodów wielkopolskich. W 1424 odnotowany został właściciel Piotr Laswicz toczący wówczas proces sądowy ze Szczepanem (Stephanus) Rydzyńskim o rozgraniczenie Strzyżewic i Dąbcza. W 1448 miejscowość odnotowano w innym dokumencie mówiącym, że las nadany przez opata lubińskiego mieszczanom ze Święciechowej sięga granic z wsią Strzyżewice. W 1505 miejscowość była majętnością szlachecką należącą do wielkopolskiego rodu magnackiego Leszczyńskich herbu Wieniawa i leżała w powiecie wschowskim Korony Królestwa Polskiego. W 1505 Kasper Leszczyński sprzedał z zastrzeżeniem prawa odkupu altarii w Lesznie 10 grzywien czynszu ze Strzyżewa za 100 grzywien. Tego samego roku pozwano go o niezapłacenie podatków królewskich. Według wyroku woźny sądowy miał na tej podstawie dokonać obciążenia finansowego na Lasocicach, Lesznie i Strzyżewic. w 1510 wieś należała do parafii Ogrody. W 1515 właściciele wsi bracia Rafał i Jan Leszczyńscy toczyli proces z Piotrem i Mikołajem Rydzyńskimi o rozgraniczenie Leszna ze Strzyżewicami.
Miejscowość odnotowały archiwalne księgi podatkowe. W 1531 miał miejsce pobór podatków od 6 łanów po jednym wiardunku, a od karczmy i wiatraka po 6 groszy. W 1535 nastąpił pobór z 6,5 łana, od młyna korzecznego ustawionego na rzece oraz od karczmy. W 1563 pobrano podatki od 10 łanów, 23 komorników, wiatraka dziedzicznego, karczmy oraz 5 rzemieślników. W 1564 we wsi odnotowano 6 łanów oraz 9 prętów. W 1566 miał miejsce pobór we wsi z majętności należących do Barbary Leszczyńskiej pobrano podatki od 10 łanów, 3 zagrodników po 4 grosze, od 8 zagrodników po 4 grosze, a także od 7 komorników oraz od karczmy dziedzicznej. W 1579 miał miejsce pobór od 8 łanów i 11 prętów, 6 zagrodników bez ról, 7 komorników z bydłem, 3 owczarzy płacących od 12 owiec, owczarza płacącego od 75 owiec oraz od wiatraka.
W 1527 Małgorzata Leszczyńska, córka kasztelana przemyskiego Rafała, zapisała swe dobra; w tym m.in. w Strzyżewicach, małoletniemu późniejszemu marszałkowi Rafałowi Leszczyńskiemu. W połowie XVI wieku właścicielem wsi był syn Rafała kanclerz wielki koronny Wacław Leszczyński. Według archiwalnych zapisów w 1565 dał swojemu słudze Wojciechowi Rosnowskiemu m.in. dwie łąki w Strzyżewicach: jedną leżącą koło miejsca zwanego 'Burgwald (niem. las miejski), w stronę miejsca zwanego Klucz, a drugą przebiegającą koło ostrowa zwanego Brand. Majętności w Strzyżewicach odziedziczyła wdowa po Wacławie, która ponownie wyszła za mąż za Jana Rozdrażewskiego. W 1567 wydzierżawia jego synowi Rafałowi Leszczyńskiemu dobra Leszno wraz z wsiami, w tym m.in. ze Strzyżewicami.
W wyniku II rozbioru Rzeczypospolitej w 1793, miejscowość przeszła w posiadanie Prus i jak cała Wielkopolska znalazła się w zaborze pruskim w granicach Wielkiego Księstwa Poznańskiego.
Na mocy rozporządzenia Ministra Administracji, Gospodarki Terenowej i Ochrony Środowiska z dniem 1 sierpnia 1977 wschodnia część wsi została włączona w granice miasta Leszno.
W latach 1975–1998 miejscowość położona była w województwie leszczyńskim.
We wsi znajduje się cywilne lotnisko Leszno-Strzyżewice.